# گمینا وارکا
گمینا وارکا (به لهستانی:  Gmina Warka) یک گمینا در لهستان است که در شهرستان گرویتس واقع شده‌است. گمینا وارکا ۲۰۱٫۱۴ کیلومتر مربع مساحت و ۱۸٬۸۹۶ نفر جمعیت دارد.